# Gran Premio de Morbihan Femenino
El Gran Premio de Morbihan femenino (oficialmente: Grand Prix du Morbihan Féminin) es una carrera ciclista profesional femenina francesa de un día que se disputa en Plumelec, en el departamento de Morbihan (Bretaña) y sus alrededores, a finales del mes de mayo o inicios del mes de junio. Es la versión femenina de la carrera homónima y forma parte de un evento más amplio en el que disputan varias carreras, incluyendo una cicloturista.
Se creó en 2011 como amateur hasta que en 2014 ascendió a la categoría 1.2 (última categoría del profesionalismo) y en 2016 ascendió a la 1.1. Desde sus inicios también ha sido puntuable para la Copa de Francia. Se disputaba un día antes que la versión masculina y desde 2013 pasó a correrse el mismo día que su homónima.

## Palmarés
| Año  | Ganador                | Segundo              | Tercero             |           |
| ---- | ---------------------- | -------------------- | ------------------- | --------- |
| 2011 | Julie Beveridge        | Siobhan Dervan       | Karol-Ann Canuel    |           |
| 2012 | Audrey Cordon          | Aude Biannic         | Marion Rousse       |           |
| 2013 | Emmanuelle Merlot      | Karol-Ann Canuel     | Mélodie Lesueur     |           |
| 2014 | Audrey Cordon          | Elisa Longo Borghini | Charlotte Bravard   |           |
| 2015 | Sheyla Gutiérrez       | Sandrine Bideau      | Mayuko Hagiwara     |           |
| 2016 | Rachel Neylan          | Christine Majerus    | Élise Delzenne      |           |
| 2017 | Ashleigh Moolman-Pasio | Alena Amialiusik     | Shara Gillow        |           |
| 2018 | Ashleigh Moolman-Pasio | Małgorzata Jasińska  | Ane Santesteban     |           |
| 2019 | Cecilie Uttrup Ludwig  | Mavi García          | Sheyla Gutiérrez    |           |
| 2020 | cancelada              | cancelada            | cancelada           | cancelada |
| 2021 | Chiara Consonni        | Charlotte Kool       | Silvia Zanardi      |           |
| 2022 | Ally Wollaston         | Vittoria Guazzini    | Grace Brown         |           |
| 2023 | Grace Brown            | Cédrine Kerbaol      | Dominika Włodarczyk |           |
| 2024 | Silvia Persico         | Victoire Berteau     | Marta Lach          |           |
| 2025 | Eleonora Gasparrini    | Elise Chabbey        | Ségolène Thomas     |           |

## Palmarés por países
| País          | Victorias |
| ------------- | --------- |
| Francia       | 4         |
| Italia        | 3         |
| Sudáfrica     | 2         |
| Australia     | 2         |
| España        | 1         |
| Dinamarca     | 1         |
| Nueva Zelanda | 1         |